# Maria Afonso de Portugal
Maria Afonso ou Maria Afonso de Portugal (n. antes de 1301 - depois de 3 de abril de 1319) foi uma nobre portuguesa, filha bastarda do rei D. Dinis I de Portugal e de D. Marinha Gomes, mulher nobre, natural de Lisboa.

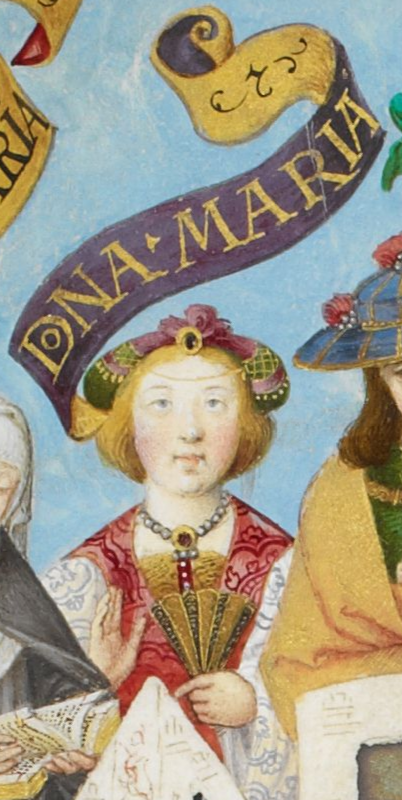
D. Maria na Genealogia dos Reis de Portugal.

O seu nome é referido pela primeira vez numa carta de doação datada de 30 de Outubro de 1304.
Casou antes de 1317, em Santarém, com D. Juan Alfonso de la Cerda (1295-1347), 2.º senhor de Gibraleón e de El Real de Manzanares, filho de Alfonso de la Cerda (pretendente ao trono castelhano) e de Mahalda de Brienne-Eu, de quem teve:
1. D. María de la Cerda, senhora de Gibraleón, casada com Pedro Núñez de Guzmán (1320/1324-1380), 4.º senhor de Orgaz.
2. D. Alfonso Fernández de la Cerda, senhor de Almendra, Sardoal, Sovereira Fermosa, casado com D. Luísa de Menezes.